# 青木勝
青木 勝（あおき まさる）は、森川ジョージの漫画作品および、それを原作とするアニメ『はじめの一歩』に登場する架空の人物。アニメでの声優は高木渉。

## 人物
鴨川ボクシングジム所属のプロボクサー。日本ライト級ランカー（日本ランク7位）。生年月日は1971年9月9日。成績29戦19勝(12KO)7敗3分。身長171cm。リーチ171cm。乙女座のB型。一人称は「オレ」。初登場時は六回戦ボクサー。鷹村守のイタズラの被害を受けることが多く、ジムの雰囲気を盛り上げるムードメーカー、および作中のコミックリリーフ的な役割を持つ。
尊敬するボクサーは元世界Jr.ミドル級（現スーパーウェルター級）チャンピオン・輪島功一で、苦労をしても明るさを失わないところやおとぼけぶりからも実際のモデルとなっている。ロベルト・デュランのファンでもある。
高校在学中は親友・木村達也と共にグレて喧嘩に明け暮れていたが、出会った鷹村に2度喧嘩を吹っ掛けたものの2度とも返り討ちに遭い、その際に見せられたボクシングで見返そうと思い、鷹村と同じ鴨川ジムへ入門する。厳しい練習をこなすうちにボクシングの面白さに目覚め、デビュー戦を初勝利で飾って以降は鷹村への復讐心も消え更生。以降は鷹村に対しては「さん」付けかつ敬語で接しているが、彼の悪ふざけがあまりにひどすぎる際には呼び捨てやタメ口に戻ることも度々ある(この点は木村も同様)。
野球が大の得意でポジションはピッチャー。右投げ右打ち、防御率は驚異の0.7。打者としても6割7分の高打率を誇るセミプロ級の実力者である。かつてのチームメイトである元甲子園球児たちを相手した草野球で「甲子園でも滅多に居ない」という程の剛速球を投げる。ボウリングも得意で異名は「ノーミスの青ちゃん」。釣りなども器用にこなす。
しばしば奇策で相手を幻惑・翻弄する戦法をとるが、およそその場しのぎでしかないことが多く、さらに拳が丸くパンチが滑りやすいため、ほぼ同等の実力の木村と比べてもKO負けが多い。学生時代の鷹村との喧嘩がトラウマで、単発の右ストレートを極端に怖がり、試合中にもかかわらず目を閉じてしまう欠点が後に露見。ジムの仲間やトミ子の協力で矯正を試みるも、現時点で成功したかどうかは不明。時折的外れなことを言うが、鷹村についで試合の観戦では冷静かつ中立的な視点で分析している、マルコム・ゲドーの秘密を見破るなど、木村とは違った意味で頭脳的なボクサーでもある。試合での被弾が多く、その影響から「頭から記憶がポンポン飛ぶ」と面白おかしく語ったり、トミ子との情事の最中に意識を失うなどパンチドランカーを疑わせる描写があるが、本人はさほど気にしていない様子。
菊元ボクシングジムの今江が持つ日本タイトルマッチに挑戦。得意の泥仕合に持ち込み善戦するも引き分けとなり、ベルトを逃す。その試合の後、青木を慕ってジムに入門してきた赤松勇と黄桜大が青木の周りに取り巻くようになり、周囲からは青木組と呼ばれるようになる。この時彼等に合ったパンチを的確に教え、トレーナーとしての素質を見せた。コミカルで泥臭いキャラクターながら、インドネシアの国内王者パパイヤ・ダチウと2度引き分けており、日本タイトル戦でも引き分けるなど、実力は日本ランカー中屈指である（八木曰く「泥仕合が多いのは、誰とでもいい勝負ができるため」）。
しかし、板垣・木村とともに出場したA級トーナメントで、栗田が育てた伊賀忍に終始なぶり者にされる形で7RKO負け、病院送りにされる。それ以降、打倒伊賀を目標に掲げ、連続KO勝ちを重ねている。
合コンがきっかけで知り合った看護師・トミ子と両想いになり同棲中。かつては面食いで高校時代にはみゆきという美人の彼女がいたが、実は美人と一緒にいると緊張するらしい。ボクシングを始めた後から美的感覚が変化したらしく、容姿が良いとは言えない女性を美人と呼ぶことが多くなった。トミ子も容姿の点ではお世辞にも美人とはいえない。四六時中トミ子と一緒にいることが多く、一歩達他のボクサーの嫉妬を受けることも少なくない。
普段はラーメン屋でアルバイトとして勤務している。夢はオシャレなラーメン店を構えることとも語っている。厨房に立つほどの腕前を持ち、後に店長を任されるに至った。ジム練習後、一歩たちが食べに行くこともあり、何らかの記念があったときには無料で食べさせて奢ることもある。前述のスポーツ同様、ボクシングとは無関係な特技を多数持ち、鷹村に「青木と木村ならどんなことが出来ても驚かない。なぜならボクシングじゃねえからだ」と揶揄されるほどである。水泳は苦手で、痔疾持ち（本人の弁より）。
基本的に鷹村からひどい仕打ちを受けることが通例だが、根は真面目で、同期で森山ボクシングジムの小島寿人が思い出欲しさに一歩の友人たちや対戦相手を愚弄したこと、彼らを巻き込んでおいて自分のことばかり考えていることに対して強い憤りを覚え、「才能がねえ奴があきらめが早くて、何が残るってんだよ！」としかり飛ばしたことがある。
実家はテレビで紹介されたほどの11人の大家族である。青木はボクシングをやるために家を出て行ったものの、実際は弟・妹達の学費を賄っていた。後に弟である泰平が一歩を介して鴨川ジムに入った。
キャラクター人気ランキングでは、連載200回記念で9位、連載500回記念で5位。

## 得意技
カエルパンチ
相手の大振りのパンチに合わせて大きくしゃがみ、カウンターの威力と立ち上がる勢いを利用してアッパーを放つ。青木のKO勝利にはほとんどこの技が絡んでいる。奇をてらっただけのパンチと馬鹿にされることもあるが、実際には全身の体重を乗せたパンチであることから、イメージに反して威力は高く、対戦した今江も「ビデオで見るのと実際に受けるのでは大違い」「ジャストミートされたら首の骨が折れてもおかしくない」と評価している。
よそ見
対戦中、不意に顔を横に向けて相手のよそ見を誘い、その隙にカエルパンチを叩き込む。実戦では今江戦で連続して成功、ダウンを取ったシーンでは観客も含めて全員引っかかってしまう描写が描かれた。さらに、食らった今江に至っては、一瞬集中が完全に途切れるため一体何が起こったのかもわからなかった。失敗すると単に隙を相手に見せるだけのリスクが高い行為であり、かなり精神力を消耗する。
発動させるには相手の意識を自分の挙動に集中させる必要があり、ある程度下準備を必要とする上に相手が自分以外のものに集中していたり我を忘れていると不発に終わる。一方、一度術中にはまってしまうと、本能に訴える技であるために容易に抗うことができない上、気にしないようにするという形で気にするようにもなってしまうため自力での状況脱出が困難となる。そのため、この技を立て続けに食らった今江は内心「もうやめてくれ」と叫んでいた。
ベルツノ
姿勢を低くした状態で待ち伏せし、相手が覗き込んできたところに、さらによそ見を行い、カエルパンチを叩き込む技。待ち伏せの際は何もしないため、実戦ではレフェリーから減点を受けた。
ダブルパンチ
オープンガードの状態から両拳を同時に突き出す変則パンチ。直道とのスパーで使用している。放つ直前腕を上下させ、かく乱するといった使用も可能。
今江からは冷静に片方だけカウンターを取ればいいと見抜かれる。
きりもみコークスクリュー
変形のコークスクリュー・ブロー。本来のスクリューブローは全身の捻りを連動させて放つが、これは拳と身体の捻る方向が逆のため、事実上ただのストレートと変わらない。
今江が青木の試合のビデオ観戦の際に繰り出されたのみで、実際の試合で使用している場面は描かれていない。今江は片手ブロックで十分と見ていた。
死んだふり
わざとダウンを取られたり攻撃が効いている振りをして相手を調子づかせて攻撃を誘い、ガードを固めて凌ぐなどして疲労させる。
木村曰く「あんなことを考えるのは世界中見渡しても青木ぐらいのもの」。所謂、味方さえもだますことがあり得る状況なので、以心伝心したセコンドではないと、タオルを投げてしまうこともあり得る。
生き返ったふり
「死んだふり」で相手を疲労困憊の状態にしてから、アウトボクシングで自分の疲労の回復と主導権の把握に努める。今江戦で使用。
「死んだふり」でヘロヘロの姿を見せた後に、今度は「それがまるで嘘だったかのような」ピンピンした振る舞いを（たとえ本当に弱っていても）し続けることで、相手に「本当は青木の状態はどうなっているのか？」「自分の攻撃は本当に効いていたのか？」「どこからが嘘でどこまでが本当なのか？」と疑念を抱かせ、集中力を殺ぐ。さらに、よそ見に必要な「自分の挙動への意識」を引き出し、発動のための下準備を整えられる。

## 対戦成績
西暦が不明であるため、便宜上、一歩の鴨川ジム入門後の経過年数と本人の年齢を表記する。
- 24戦13勝8敗3分8KO（ただし、対今江戦以前の設定を元に正しく数えた場合は、26戦16勝7敗3分10KOとなる）

※2～11戦目までの不明分のどれかに、2KOと4敗が含まれる。
| 戦           | 日付                        | 勝敗 | 時間    | 内容 | 対戦相手           | 国籍         | 備考                                |
| ------------ | --------------------------- | ---- | ------- | ---- | ------------------ | ------------ | ----------------------------------- |
| 1            | 2年前（17歳）               | 勝利 |         | KO   | 山中広             | 日本         | プロデビュー戦                      |
| 2            | 不明                        | 勝利 |         |      | 不明               | 日本         |                                     |
| 3            | 不明                        | 勝利 |         |      | 不明               | 日本         |                                     |
| 4            | 不明                        | 勝利 |         |      | 不明               | 日本         |                                     |
| 5            | 不明                        | 勝利 |         |      | 不明               | 日本         |                                     |
| 6            | 不明                        | 勝利 |         |      | 不明               | 日本         |                                     |
| 7            | 不明                        | 勝利 |         |      | 不明               | 日本         |                                     |
| 8            | 不明                        | 敗北 |         |      | 不明               | 日本         |                                     |
| 9            | 不明                        | 敗北 |         |      | 不明               | 日本         |                                     |
| 10           | 不明                        | 敗北 |         |      | 不明               | 日本         |                                     |
| 11           | 不明                        | 敗北 |         |      | 不明               | 日本         |                                     |
| 12           | 2年目（20歳）9.10月頃       | 勝利 | 10R     | KO   | 不明               | 日本         |                                     |
| 13           | 2年目（20歳）4月20日        | 勝利 | 7R      | KO   | アルマン・ガルシア | フィリピン   |                                     |
| 14           | 3年目（20歳）8月頃          | 勝利 |         | KO   | ブル牛田           | 日本         | A級ボクサー賞金トーナメント準決勝   |
| 15           | 3年目（21歳）10月           | 敗北 | 6R      | KO   | ジャッカル伊藤     | 日本         | A級ボクサー賞金トーナメント決勝     |
| 16           | 199X年 4年目（21歳）7月11日 | 勝利 | １R     | KO   | スネーク・トーマス | インドネシア |                                     |
| 17           | 199X年 4年目（21歳）8月30日 | 勝利 | 3R 2:48 | TKO  | ボーイ・アラーデ   | フィリピン   |                                     |
| 18           | 199X年 5年目（22歳）8月20日 | 勝利 | 10R     | 判定 | バディ・マグラモ   | フィリピン   |                                     |
| 19(17)       | 199X年 5年目（23歳）4月13日 | -    | 10R     | 判定 | 今江克孝（菊元）   | 日本         | 日本ライト級タイトル戦 王座獲得失敗 |
| 20           | 199X年 6年目（23歳）8月27日 | -    | 10R     | 判定 | パパイヤ・ダチウ   | インドネシア |                                     |
| 21           | 199X年 6年目（24歳）2月頃   | -    | 10R     | 判定 | パパイヤ・ダチウ   | インドネシア |                                     |
| 22           | 199X年 7年目（25歳）9月12日 | 勝利 | 9R      | KO   | パダワン・ヨーダ   | 不明         |                                     |
| 23           | 199X年 7年目（25歳）4月15日 | 敗北 | 10R     | 判定 | ポンサ・クレック   | タイ         |                                     |
| 24           | 199X年 8年目（26歳?）9月頃  | 勝利 | 6R      | 判定 | ジャッカル伊藤     | 日本         | A級ボクサー賞金トーナメント準決勝   |
| 25           | 199X年 8年目（26歳）11月頃  | 敗北 | 7R      | TKO  | 伊賀忍             | 日本         | A級ボクサー賞金トーナメント決勝     |
| 26           | 199X年 9年目（26歳）6月頃   | 勝利 | 8R      | KO   | 不明（ランカー）   | 日本         |                                     |
| テンプレート |                             |      |         |      |                    |              |                                     |

## ブロッコマン
インドネシアライト級王者、パパイヤ・ダチウとは2度対戦しているが、どちらも泥仕合で2引き分け。その1度目の対戦では「勝てなかったらバリカンで相手と同じ髪型にする」という鷹村の理不尽要求を受けてしまい、ブロッコリーのごとき珍妙なヘアスタイルにされるが、それを利用してブロッコリーのTVCMキャラクター“ブロッコマン”として出演したところ大ヒット。Tシャツやぬいぐるみ、テレビゲームなど関連グッズが飛ぶように売れ、一躍子供たちの人気者になった。以降、行く先々でたびたび子供からサインをねだられ、さらにバイト先のラーメン屋でブロッコリーラーメンを作ったところ行列ができたという。
暫くスター気取りで調子に乗っていたところを、人気に嫉妬した鷹村の“草の根運動”（一人旅で全国各地を回るネガティブ・キャンペーン）が功を奏して突然人気が凋落、イメージダウンになるということでCMからも外され、ブームは終焉を迎えた。わずか2ヵ月弱の天下であった。
それ以降、青木は「笑いものにされた」ということでパパイヤを目の敵にしているが、両者の間では未だ決着はついていない。
ブームから約2年半後、鷹村のミドル級統一王者記念パレードの呼び込みのために再びこれに扮し、商店街の子供たちを呼び寄せている。子供たちからは「なつかしい」と言われていた。